# Agostina Holzheier
Agostina Holzheier (Crespo, Entre Ríos, Argentina; 30 de septiembre de 2003) es una futbolista argentina. Juega de mediocampista en Racing Club de la Primera División A de Argentina.

## Trayectoria

### Inicios
Comenzó jugando al fútbol contra varones, del 2007 al 2009 jugó en Asociación Deportiva y Cultural de Crespo, luego de la invitación de unirse al equipo por parte de Fabián "El Ruso" Demuth, director técnico de las infantiles y coordinador general del Torneo Amistad.

### Unión de Crespo
Del 2010 al 2016 jugó en las inferiores en "El Verde", ganó el Apertura y Clausura 2013 y el Apertura 2014 de la Liga Paranaense de Fútbol, hasta formar parte del primer equipo femenino en 2016. En el año 2017 obtuvo el campeonato en forma invicta en la Liga Paranaense de Fútbol. Fue la goleadora del certamen con 35 goles en 18 encuentros y gran figura a lo largo de la temporada. Integra la Selección de la LPF que juega el Torneo Nacional de Fútbol Femenino en Trelew convirtiendo 5 goles en 3 partidos, y fue elegida Revelación Deportiva en la Fiesta del Deporte. En 2018 conquista la Copa Oro consagrándose bicampeona de la Liga Paranaense de Fútbol Femenino, convirtiendo el único gol del partido en la victoria sobre Arenas FC en la final. En 2019 se consagra campeona del Apertura y Clausura de la LPF y juega el primer Torneo Provincial de Clubes. En el Apertura marca uno de los 2 goles en la final ante Mariano Moreno en la victoria 2 a 0, y en el Clausura anotó un triplete en la final en la victoria 5 a 0 a Instituto.

### River Plate
Luego de unas pruebas, en 2021 se integra al Millonario, equipo con quien ya venía entrenando desde hace años en las categorías juveniles y con la primera. Su debut en la banda se produjo el 15 de mayo del 2021, con 17 años, ingresó en el segundo tiempo en la victoria de su equipo por 6 a 0 sobre Estudiantes de La Plata, por la séptima fecha del Torneo Apertura de Primera División. Marcó su primer gol a los 24 minutos del primer tiempo en la victoria 3 a 1 de River Plate ante Comunicaciones por la última fecha del el mismo torneo.

### Grêmio de Porto Alegre
El 23 de febrero de 2023 se hace oficial su llegada a Grêmio de la máxima categoría del fútbol de Brasil.

### Racing Club
El 13 de agosto se confirma su llegada a Racing Club, de la Primera División de fútbol de Argentina.

## Selección nacional

### Selección Argentina Sub-17
Su primer llamado a la selección albiceleste fue el 3 de noviembre de 2017, para integrar la Selección Sub-17 y disputar un cuadrangular en Mar del Plata, una lesión (contractura en el isquiotibial) le impidió estar presente en un posterior Sudamericano.

### Selección Argentina Sub-20
En marzo de 2022 fue convocada a la Selección Argentina Sub-20 para competir en el Campeonato Sudamericano Sub-20 de Chile. Fue subcampeona del Torneo Cotif L'Alcudia 2022 donde fue máxima goleadora e integró el equipo ideal del torneo.

### Selección absoluta
En noviembre de 2021 recibió su primera citación a la Selección Argentina (mayor) para disputar amistosos ante Ecuador en Quito. Su debut se produjo el 27 de noviembre ante susodicho seleccionado, ingresando a los 88' minutos suplantando a Mariana Larroquette.

### Estadísticas
Datos actualizados al último partido jugado el 1 de agosto de 2025.
| Selección | Año   | Amistoso | Amistoso | Copa América | Copa América | Juegos Panamericanos | Juegos Panamericanos | Total | Total |
| Selección | Año   | PJ       | G        | PJ           | G            | PJ                   | G                    | PJ    | G     |
| --------- | ----- | -------- | -------- | ------------ | ------------ | -------------------- | -------------------- | ----- | ----- |
| Argentina |       |          |          |              |              |                      |                      |       |       |
| 2021      | 1     | 0        | 0        | 0            | 0            | 0                    | 1                    | 0     |       |
| 2022      | 1     | 0        | 0        | 0            | 0            | 0                    | 1                    | 0     |       |
| 2023      | 0     | 0        | 0        | 0            | 5            | 0                    | 5                    | 0     |       |
| 2024      | 2     | 0        | 0        | 0            | 0            | 0                    | 2                    | 0     |       |
| 2025      | 2     | 1        | 5        | 0            | 0            | 0                    | 7                    | 1     |       |
| Total     | Total | 6        | 1        | 5            | 0            | 5                    | 0                    | 16    | 1     |

#### Goles internacionales
Listado de goles anotados con la Selección mayor. 
| n.º | Fecha                 | Lugar                                   | Rival | Gol   | Resultado | Competición            |
| --- | --------------------- | --------------------------------------- | ----- | ----- | --------- | ---------------------- |
| 1.  | 22 de febrero de 2025 | Estadio Bicentenario, La Florida, Chile | Chile | 3 – 0 | 3 – 0     | Amistoso internacional |

## Clubes
| Club            | País      | Año               |
| --------------- | --------- | ----------------- |
| Unión de Crespo | Argentina | 2016 - 2021       |
| River Plate     | Argentina | 2021 - 2023       |
| Grêmio FBPA     | Brasil    | 2023              |
| Racing Club     | Argentina | 2023 - actualidad |

## Palmarés

### Títulos nacionales
| Título                            | Club            | País      | Año      |
| --------------------------------- | --------------- | --------- | -------- |
| Liga Paranaense                   | Unión de Crespo | Argentina | 2017     |
| Copa de Oro de la Liga Paranaense | Unión de Crespo | Argentina | 2018     |
| Liga Paranaense                   | Unión de Crespo | Argentina | Ap. 2019 |
| Liga Paranaense                   | Unión de Crespo | Argentina | Cl. 2019 |
| Copa Federal                      | River Plate     | Argentina | 2022     |

## Vida personal
Tiene 3 hermanos mayores, Alcides, Alejandro y Álvaro (este último radicando en España, juega en la Tercera División) con quienes empezó a jugar al fútbol desde pequeña.

Es hincha de River Plate. Confiesa preferir practicar fútbol más que mirarlo.
"Quizás me siento a mirar algún partido. Pero verdaderamente prefiero agarrar la pelota e irme afuera a hacer jueguitos o patear contra la pared. Soy hincha de River por herencia familiar, pero tampoco miro los partidos. Salvo alguno importante o que tenga muchas ganas de mirar fútbol." Holzheier en entrevista con Mirador Provincial.